# Hedwig Dransfeld

Hedwig Dransfeld

Hedwig Dransfeld (* 24. Februar 1871 in Hacheney (heute Dortmund); † 13. März 1925 in Werl) war eine deutsche Frauenrechtlerin, Politikerin und Autorin.

## Leben und Wirken

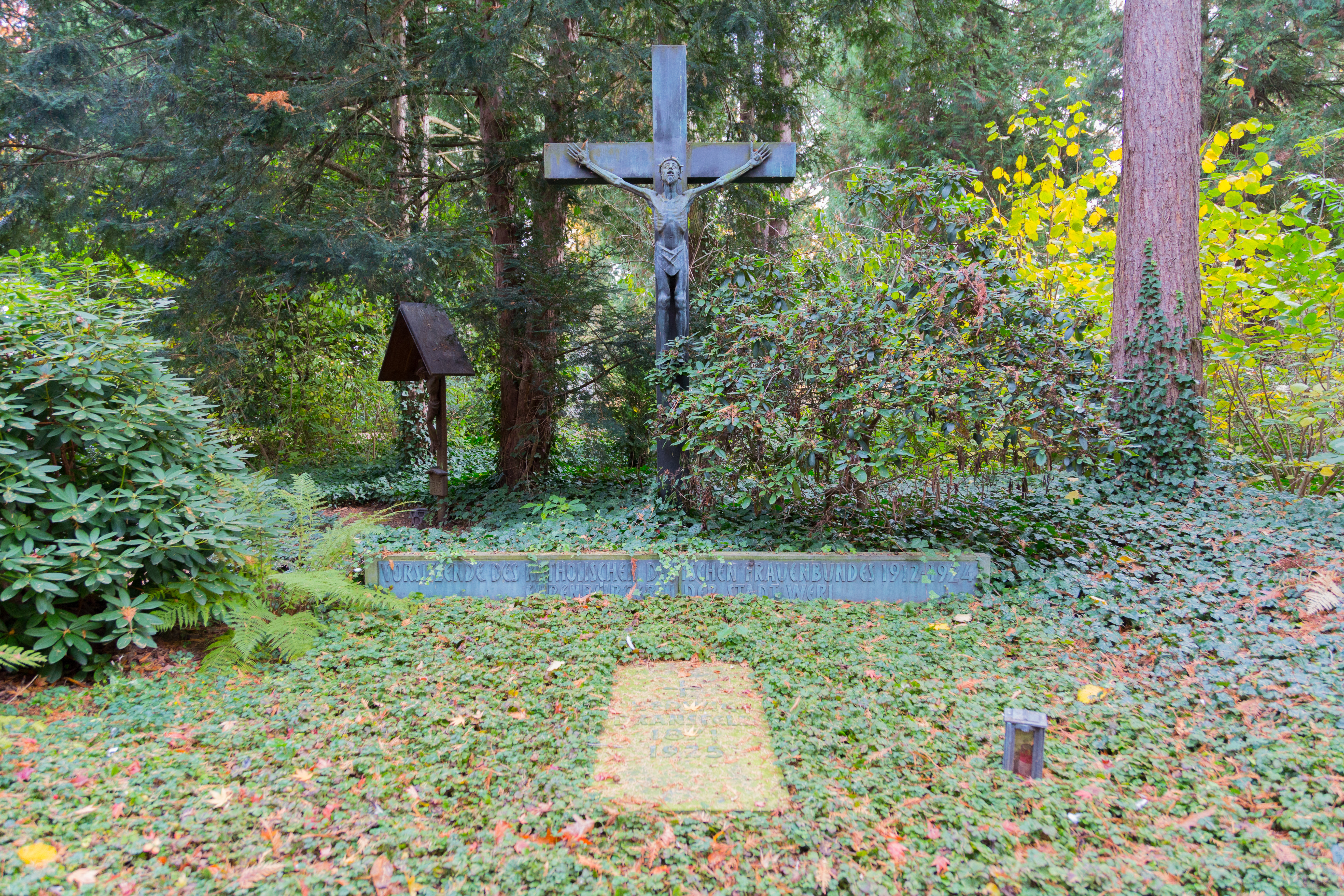
Ehrengrab von Hedwig Dransfeld auf dem Werler Parkfriedhof

Hedwig Dransfeld war die Tochter des Romberg’schen Oberförsters Clemens Dransfeld und seiner Ehefrau, der Arzttochter Elise Fleischhauer. Sie wurde römisch-katholisch getauft. Der Vater starb, als Hedwig Dransfeld drei Jahre alt war. Fünf Jahre später starb auch ihre Mutter. Dransfeld wuchs danach zunächst bei ihrer Großmutter mütterlicherseits im Rheinland auf, nach deren Tod kam sie in ein Waisenhaus. Dort wurde ihre Begabung entdeckt, und bereits mit sechzehn Jahren begann sie die Ausbildung am Königlichen Katholischen Lehrerinnen-Seminar in Paderborn. Während dieser Ausbildung erkrankte sie an Knochentuberkulose und verlor den linken Arm und eine Ferse. Trotzdem bestand sie 1890 ihr Lehrerinnen-Examen mit Auszeichnung und fand danach Anstellung als weltliche Hilfslehrerin an der Werler Ursulinenschule. Sie stieg zur Lehrerin auf und erwarb trotz der Krankheit durch ein Fernstudium 1897 das Diplom für Schulvorsteherinnen. Daraufhin wurde sie zur Leiterin des pädagogischen Seminars an der Ursulinenschule, und die Schule konnte zu einem Mädchenlyzeum ausgebaut werden.
Mit der Zulassung von Frauen zum Universitätsstudium 1908 begann Dransfeld Vorlesungen zu Kulturwissenschaften in Münster, später in Bonn als Gasthörerin zu besuchen. Sie war schon früh schriftstellerisch tätig und veröffentlichte Gedichtbände. Später folgten Beiträge für die Zeitschrift Die christliche Frau des Caritasverbands. 1905 übernahm sie die Redaktion dieser Zeitschrift und wandelte sie zu einem Organ des Katholischen deutschen Frauenbunds (KDFB). Dransfeld wurde zunehmend zu einer Aktivistin der katholischen Frauenbewegung. Große Beachtung fand ihre Rede „Die Frau im kirchlichen und religiösen Leben“ auf dem ersten deutschen Frauenkongress im Januar 1912 im Berliner Reichstag. Im Oktober 1912 erfolgt die Wahl zur hauptamtlichen Vorsitzenden des KDFB, und Dransfeld legte ihre Arbeit als Lehrerin nieder. Unter der Leitung Dransfelds entfaltete der Frauenbund eine starke politische Aktivität, die Frage des Frauenwahlrechts wurde diskutiert.

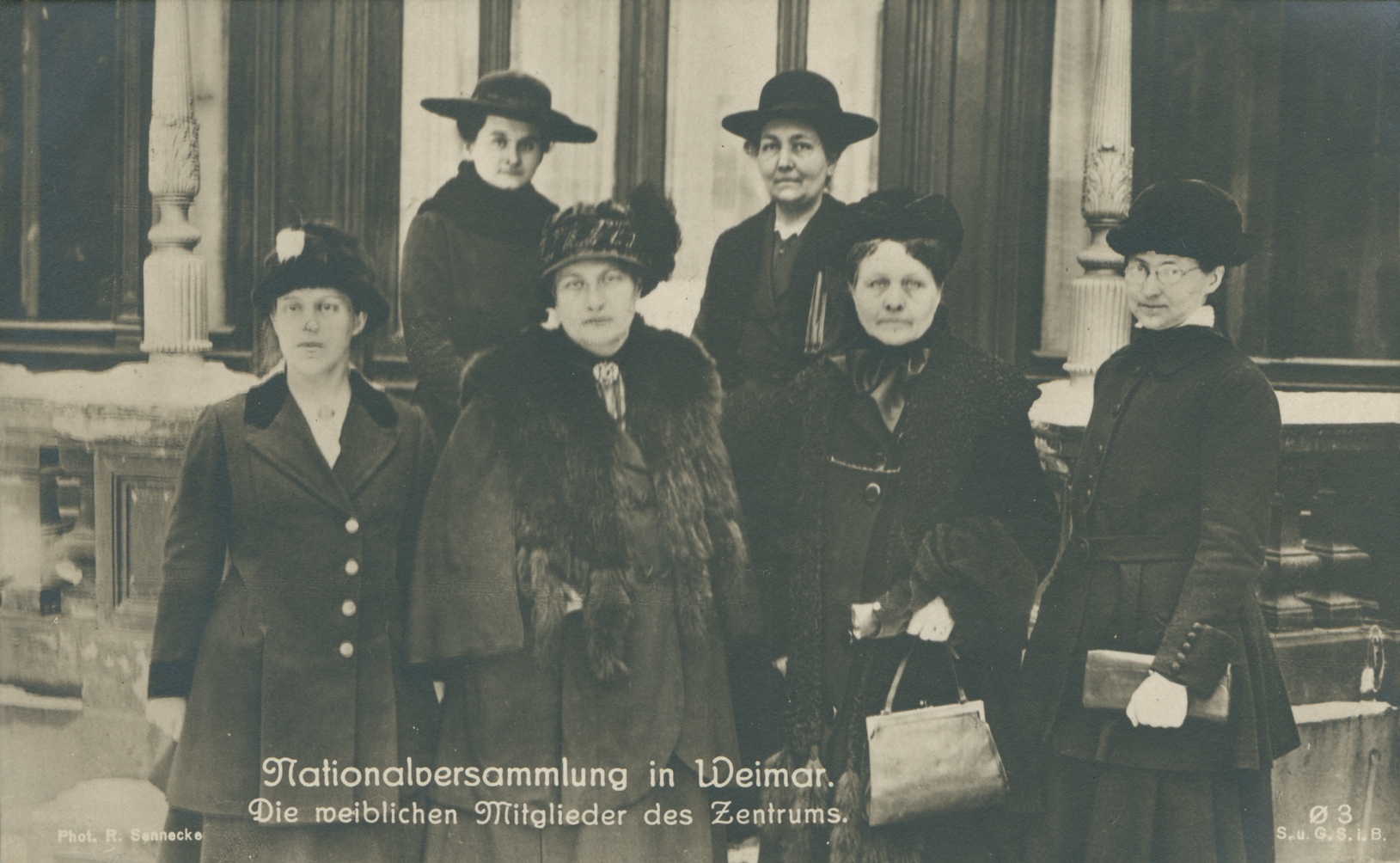
Weibliche Abgeordnete der Zentrumspartei in der Weimarer Nationalversammlung, 1919/20, Hedwig Dransfeld vorne 2. von links

Der Erste Weltkrieg bewegte Hedwig Dransfeld zu einem engagierten Einsatz für den Frieden. Deswegen entwickelte sie im Jahr 1916 das Konzept zum Bau einer Frauenfriedenskirche für einen Standort in der Stadt Marburg. Die Kirche wurde dann nach ihrem Tode in der Stadt Frankfurt am Main gebaut.
Nach der Novemberrevolution wurde Dransfeld vom Zentrum für die Weimarer Nationalversammlung und die Preußische Landesversammlung nominiert. 1920 zog sie ebenfalls als Zentrumsabgeordnete für den Wahlkreis Düsseldorf 2 in den Reichstag ein. Ihre Schwerpunkte waren Sittlichkeits- und Wohnungsfragen, Familien- und Eherecht, Schule und Jugendschutz. Sie wirkte maßgeblich an der neuen Sozialgesetzgebung mit. 1919/20 war Hedwig Dransfeld Vorstandsmitglied der rheinischen Zentrumspartei, bis zu ihrem Tod dann des westfälischen Zentrums. Von 1920 bis zu ihrem Tod war Dransfeld Beisitzerin im Vorstand der Zentrums-Reichstagsfraktion sowie seit 1922 Vorsitzende des Reichsfrauenbeirats ihrer Partei. Aus gesundheitlichen Gründen legte sie 1922 den Vorsitz des KDFB nieder, blieb aber Mitglied des Reichstags. In ihren letzten Lebensjahren setzte sie sich auch stark für die Frauenfriedensbewegung ein.
Am 13. März 1925 starb Hedwig Dransfeld im Werler Krankenhaus. Auf dem Parkfriedhof in Werl ist ihr Ehrengrab. Das Grabmal wurde vom Bildhauer Franz Guntermann gestaltet. 1938 gab die Stadtverwaltung Werl ein Gutachten bei der Reichskammer der bildenden Künste in Auftrag, in dem geklärt werden sollte, ob es sich bei dem Kruzifix um entartete Kunst handelt. Die Reichskammer legte sich nicht fest und empfahl Rücksprache mit der Familie Dransfeld, um den Corpus freiwillig zu entfernen, das Kreuz aber zu belassen. Danach wurde die Sache von der Stadt nicht mehr weiter verfolgt, das Grabmal blieb unverändert.

## Ehrungen
- Anlässlich ihres 50. Geburtstages im Jahr 1921 verlieh ihr die Stadt Werl das Ehrenbürgerrecht als Anerkennung und aus Dankbarkeit für ihre Verdienste um die Stadt.
- Schon kurz nach ihrem Tod wurde 1925 in Bendorf ein bis in die 2000er Jahre  bestehendes Tagungshaus nach ihr benannt.[4]
- Am 10. November 1988 ehrte sie die Deutsche Bundespost in der Wertzeichen-Dauerserie Frauen der deutschen Geschichte mit einer Briefmarke zu 350 Pfennig.
- In Essen-Altendorf ist ein Platz nach ihr benannt.
- In München trägt eine Allee ihren Namen.
- In Frankfurt am Main und in Werl sind Straßen nach ihr benannt.
- Im Neubaugebiet Am Hölder in Bonn, Ortsteil Röttgen, bekam eine Straße ebenfalls ihren Namen.
- Der Landschaftsverband Westfalen-Lippe benannte die in Werl befindliche LWL-Förderschule, Förderschwerpunkt körperliche und motorische Entwicklung nach Hedwig Dransfeld.
- In Lorsch ist eine Straße nach ihr benannt.
- In Salzkotten wurde eine Straße im Neubaugebiet Papenbrede nach ihr benannt. Jährlich wird dort im Hedwig-Dransfeld-Weg eine Gedenkfeier ausgerichtet.
- Im Paderborner Stadtteil Elsen ist eine Straße nach ihr benannt
- Im Regensburg Stadtteil Burgweinting-Harting ist im Neubaugebiet eine Straße nach ihr benannt.[5]
- Im westmünsterländischen Borken ist eine Straße nach ihr benannt, die „Hedwig-Dransfeld-Straße“.[6]
- 2024 wurde Hedwig Dransfeld im Rahmen des Projekts Frauenorte in die Liste der FrauenOrte NRW aufgenommen und die Errichtung einer Gedenktafel ist für den 14. März 2025 geplant.[7]

## Auswahl der Veröffentlichungen von Hedwig Dransfeld
- Wie das Grafendorli glücklich wird. Erzählung für junge Mädchen (= Bachems illustrierte Erzählungen für Mädchen. Band 7). Bachem, Köln 1920.
- Der gute Ton für die heranwachsende Jugend. Thiemann, Hamm 1930.
- Il Santo. Erzählungen und Gedichte für alle Verehrer des Hl. Antonius von Padua. Junfermann, Paderborn 1902.
- Gedichte. Band 7. Verlag der A. Stein'schen Buchhandlung, Werl 1893.
- Theo Westerholt. Erzählung aus der Zeit Albrecht Dürers (= Aus allen Zeiten und Ländern. Band 18). Bachem, Köln 1913.
- Die Geschwister di Mona Rosta. Erzählung aus dem 17. Jahrhundert (= Bachems illustrierte Erzählungen für Mädchen. Band 13). Bachem, Köln 1920.